# Gary Rossington
Gary Robert Rossington (Jacksonville, 4 de dezembro de 1951 – 5 de março de 2023) foi um guitarrista norte-americano, membro fundador da banda de southern rock Lynyrd Skynyrd. Foi também membro fundador da The Rossington-Collins Band, juntamente com o guitarrista Allen Collins.

## Carreira
Na adolescência, Gary Rossington formou o Lynyrd Skynyrd junto com seus amigos Ronnie Van Zant, Allen Collins, Larry Junstrom e Bob Burns, no verão de 1964. A banda ganhou exposição nacional no início de 1973 com o lançamento do seu primeiro álbum (Pronounced 'Lĕh-'nérd 'Skin-'nérd) e do hit "Free Bird".
Na liderança das guitarras do Lynyrd Skynyrd, Rossington conduziu trabalhos memoráveis, como na liderança da música "Tuesday's Gone", e os efeitos distorcidos de "Free Bird". Rossington também fez trabalhos com violão, na canção "Simple Man". Gary Rossington era uma exímio guitarrista que tocava guitarra solo e base. Foi responsável pela condução e organização de diversas músicas sempre muito semelhantes as  versões originais.

## Acidente automobilístico
Em setembro de 1976, Rossington esteve envolvido em um acidente de carro. Ele havia acabado de comprar novo Ford Torino, quando bateu em uma árvore estando sob a influência de drogas e álcool. A banda estava em turnê, e tiveram que adiar as apresentações devido ao acidente de Rossington. Os membros da banda não gostaram da conduta de Rossington, e o multaram em cinco mil dólares por causa do atraso causado à banda na turnê. O vocalista Ronnie Van Zant e o guitarrista Allen Collins escreveram uma canção "That Smell", baseada no acidente Rossington e de seu estado de influência de drogas e álcool no momento.
"That Smell" acabou se tornando um enorme sucesso e uma das favoritas para os fãs da banda. Após o acidente, Ronnie Van Zant percebeu que as drogas e o álcool estavam afetando sua banda, e resolveu proibir o uso destas substâncias, aplicando uma rigorosa restrição "não drogas / álcool" durante todas as futuras apresentações da banda.

## O acidente aéreo
Rossington foi um dos membros do Lynyrd Skynyrd que sobreviveu ao acidente de avião perto de Gillsburg, Mississippi, em 20 de outubro de 1977, que tirou a vida do vocalista Ronnie Van Zant, do guitarrista Steve Gaines, de sua irmã Cassie Gaines (back vocals) e três outras pessoas. No acidente ele quebrou os dois braços e a perna direita, e também teve pulmão e fígado perfurados.

## The Rossington-Collins Band
Em 1975, Gary foi co-fundador da The Rossington-Collins Band juntamente com seu amigo Allen Collins. A banda lançou dois discos, mas foi dissolvida em 1982 após a morte da esposa de Allen Collins, Kathy.

## Vida pessoal e morte
Gary Rossington e sua esposa Dale Krantz Rossington tiveram duas filhas, Mary e Annie. O seu projeto secundário, a Rossington Band, gravou os seguintes álbuns: Returned to the Scene of the Crime, 1986 e Love Your Man em 1988.
Rossington foi introduzido ao Rock and Roll Hall of Fame como um dos membros do Lynyrd Skynyrd em 2006. Morreu em 5 de março de 2023, aos 71 anos. A causa da morte não foi informada, o músico sofreu com diversos problemas cardíacos nos últimos anos e em 2021 passou por uma cirurgia de emergência. 